# Haidar Ali

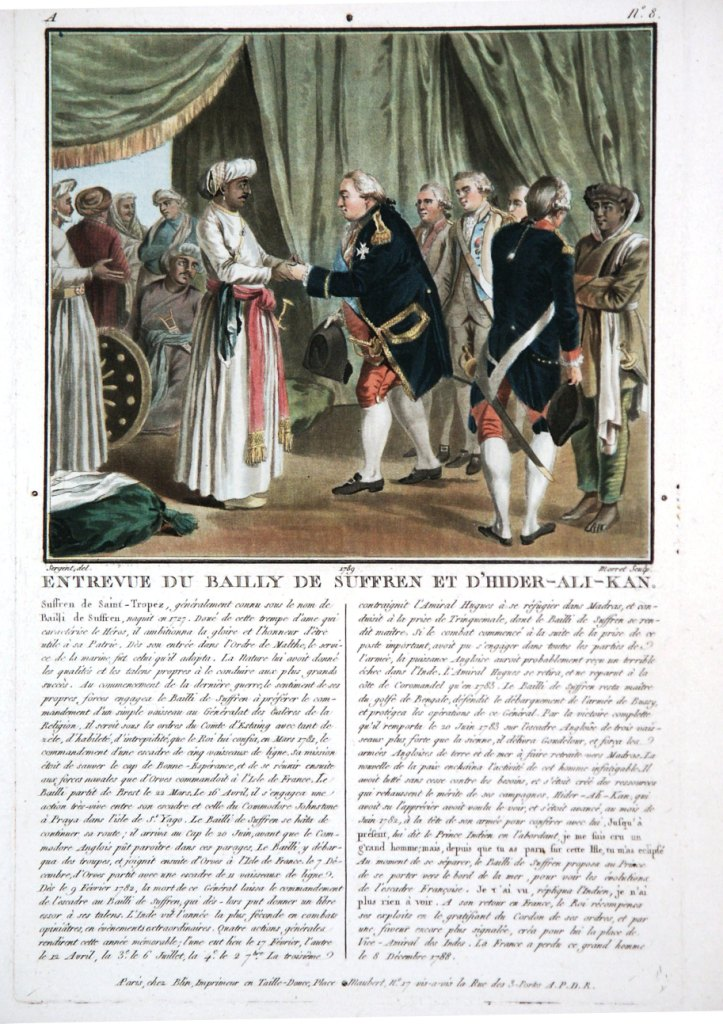
Haidar Ali Khan trifft den französischen Admiral Suffren (1782)

Haidar Ali oder Hyder Ali (* 1721 in Sira, Maisur in Südindien; † 7. Dezember 1782 in Narasingarayanpet) war ein südindischer Feldherr und bedeutender Gegner der Britischen Ostindien-Kompanie.
Haidar Ali entstammte einer arabischen Familie, die um 1600 nach Indien kam. Die Eltern verlor er frühzeitig, eine Schulausbildung wurde ihm nicht zuteil. Er trat 1728 in den Dienst des Königs von Mysore. Als Soldat schlug er nach seiner Auszeichnung im Karnatakakrieg die Offizierslaufbahn ein. 1755 wurde ihm die Festungskommandantur von Dindigul übertragen. Er wurde wegen seiner Verdienste im Kampf gegen die Marathen vom Raja zum Fateh Haidar Bahadur ernannt. Ab 1761 war er de facto der Machthaber, ließ das alte Herrscherhaus aber weiterbestehen. Im März 1765 schloss er den Vertrag von Ananthapur. Er expandierte in den Dekkan, führte gegen die Marathen wie gegen die Briten mehrere Kriege (vier Mysore-Kriege), wobei er mit den Franzosen verbündet war. Er setzte erstmals erfolgreich militärische Raketen ein. 1782 starb er unerwartet in Chittoor. Sein Sohn, Tipu Sultan, folgte ihm auf den Thron.